# Bahnhof Milano Porta Genova
Der Bahnhof Milano Porta Genova (italienisch: Stazione di Milano Porta Genova) ist ein Bahnhof der norditalienischen Großstadt Mailand. Er wird von der staatlichen Eisenbahngesellschaft RFI betrieben und dient als Ausgangspunkt der Bahnstrecke Milano–Mortara.

## Geschichte
Der Bahnhof wurde 1870 als Durchgangsbahnhof an der Bahnstrecke Milano–Mortara mit dem Namen Milano Porta Ticinese eröffnet.
1923 wurde er in Milano Porta Genova umbenannt.
1931, mit der Stilllegung des alten Bahnhof Centrale und der westlichen Ringbahn, wurde er Endstation der Bahnstrecke Milano–Mortara.
Am 30. Oktober 1983 kam unter dem Bahnhof der U-Bahnhof Porta Genova FS in Betrieb.

## Verkehr
Vom Bahnhof verkehren die Regionalzüge der Linie Milano–Mortara im stündlichen Taktverkehr. In der Hauptverkehrszeit fahren einige Zugpaare über Mortara weiter von und nach Alessandria.
Unter dem Bahnhof befindet sich der unterirdische U-Bahnhof Porta Genova, der von Zügen der Linie M2 der Metropolitana di Milano bedient wird.
Es gibt Pläne, den Bahnhof Porta Genova stillzulegen und auf dem Areal ein neues Stadtquartier zu bauen. Die Züge würden dann über die Südliche Gürtelbahn zum Bahnhof Milano Rogoredo verkehren.
| Linie | Verlauf |
| ----- | --- |
|       | Cologno Nord – Cologno Centro – Cologno Sud – Gessate – Cascina Antonietta – Gorgonzola – Villa Pompea – Bussero – Cassina de’ Pecchi – Villa Fiorita – Cernusco sul Naviglio – Cascina Burrona – Vimodrone – Cascina Gobba – Crescenzago – Cimiano – Udine – Lambrate FS – Piola – Loreto – Caiazzo – Centrale FS – Gioia – Garibaldi FS – Moscova – Lanza – Cadorna FN – Sant’Ambrogio – Sant’Agostino – Porta Genova FS – Romolo – Famagosta – Abbiategrasso – Assago Milanofiori Nord – Assago Milanofiori Forum |
| R 31  | Milano Porta Genova – Milano San Cristoforo – Albairate-Vermezzo – Abbiategrasso – Vigevano – Parona Lomellina – Mortara |